# 自由钟
自由鐘（英語：Liberty Bell），又称独立鐘，過去稱為州議會大廈鐘（英語：State House Bell）或舊州議會大廈鐘（英語：Old State House Bell），是美國獨立的標誌性象徵，位于美国宾夕法尼亚州费城，象征着自由和公正。
自由鐘曾放置在賓夕法尼亞州議會大廈（現更名為美國獨立紀念館）的鐘樓上，今天的鐘陳列於街對面的自由鐘中心，大鐘是1752年由倫敦萊斯特和帕克公司（後被稱為白教堂鐘鑄造廠）受賓夕法尼亞省議會委託製作，並且鑄有「直到各方土地上所有的居民均宣告自由。」的字樣，这段文字出自《圣经》的《旧约·利未记》25:10，大鐘在抵達費城後第一次敲響，並由當地工人約翰·帕斯和約翰·斯托兩次重鑄，他們的姓氏也出現在大鐘上。早年，大鐘被用來召集立法者參加立法會議，並提醒公民注意會議時間和公告。
传统上，人们认为大鐘是在1776年7月8日，大陆会议的代表約翰·尼克松上校宣读《独立宣言》前敲响此鐘来召集费城的市民而出名，但历史学家对此存有疑问，因为当时悬挂该鐘的议会大厦尖塔存在严重的結構问题。1774年的大陆会议和1775年的列克星敦和康科德战役都敲响过此鐘，美國獨立後，鐘雖變得較默默無聞，在1837年之前被称为“独立鐘”或者“老洋基的鐘”。直至19世纪中叶美国廢奴主義运动兴起，废奴主义者把鐘上的铭文大肆宣传，这钟才被世人称呼为“自由鐘”。
自由鐘在19世紀初出現獨特的大裂縫，人們無法確定自由鐘破裂的原因，一個廣為流傳的故事稱，當1835年首席大法官约翰·马歇尔去世後，鐘在敲響時破裂了，自1885年開始，自由鐘被允許展示在各種博覽會和愛國集會。二戰後，費城允許美國國家公園管理局接管大鐘同時保留所有權。在冷戰期間，自由鐘視為自由的象徵，並且是60年代民權運動的熱門場所。1976年，大鐘從獨立廳搬到附近購物中心的展館，然後於2003年搬到與展館相鄰的的自由鐘中心。作為美國文化的象徵，自由鐘廣泛見之於許多書籍、文藝、美術等文化作品。

## 历史

### 源起

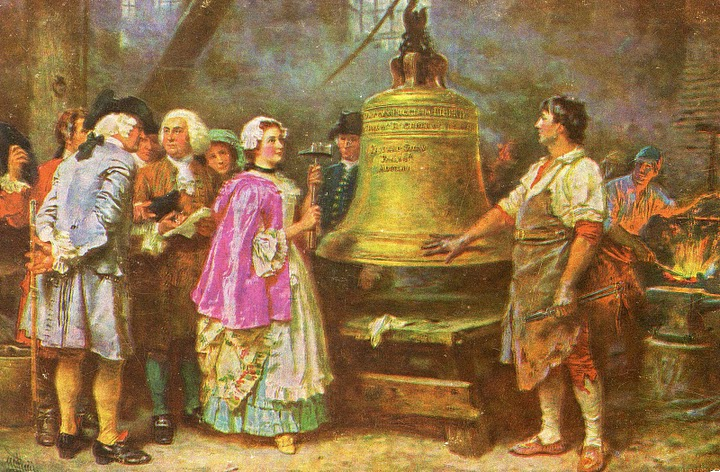
《第一声鐘》 讓·里昂·熱羅姆·菲利斯

自1682年費城建市以來，城市鐘一直被用來提醒公眾公告或危險。最初的鐘掛在賓夕法尼亞州議會大廈（現稱為獨立廳）後面的一棵樹上，據說是由其創始人威廉·佩恩帶到這座城市的。1751年，市政因希望在日益發展的城市內，能夠擁有令公眾在更遠的區域聽到鐘聲的需求，而在議會大廈建造了一座鐘樓，賓夕法尼亞省议会发言人艾薩克·諾里斯下令該殖民地的倫敦代理人羅伯特·查爾斯 (Robert Charles)獲得了一個“重約兩千磅的好鐘”。
我們希望並依靠您在這件事上的關心和幫助，並且將在第一時間獲得並轉發它，正如我们的工人告诉我们的那样，在他们的棚架从我们打算放置它的建筑物敲下之前挂鐘，会減少很多麻烦，因為要到明年夏天结束或秋天开始才能完成。讓鐘由最好的工匠铸造，并在发货前仔细检查，并在鐘周围印上以下字样：
根據 Pensylvania （原文如此） Povince （原文如此） 大會的命令，1752年在费城州府
和下方：
直到各方土地上所有的居民均宣告自由。-Levit. XXV. 10.
從
诺里斯的下令中提到《利未记》之意，可知其反映了同时代的做法，即為具有特殊意義铸造的钟上，赋予独特的品质。

查爾斯盡職盡責地從倫敦萊斯特和帕克公司（後來稱為白教堂鐘鑄造廠）的托馬斯·萊斯特（Thomas Lester），以150英鎊13分的總和（相當於2020年的22,994英鎊）訂購了鐘，包括到費城的運費和保險費。鐘於1752 年 8 月抵達費城。諾里斯寫信給查爾斯說鐘聲完好，但他們當時尚未敲響大鐘，因為他們正在為州議會大廈建造鐘塔，大鐘被安裝在支架上以測試聲音，但在拍板的第一次敲擊時，大鐘的邊緣破裂了。当时的宾夕法尼亚州议会的发言人这样写道：
在它被挂起来测试声音的时候被击了一下就开裂了，并没有任何暴力行为，听到这个消息，我觉得这是一种羞辱。——
這一插曲將在後來的故事中得到很好的說明：1893年，第23任美國總統本杰明·哈里森在自由鐘從鐵路經過印第安納波利斯時，發表演講稱：「這個舊鐘是在英國製造的，但是在宣布自治權和人的平等權利之前，它需要在美國重新鑄造。」 。
第一代的大鐘破裂後，費城當局曾試圖用船將它歸還英國，但帶來鐘的船長卻無法帶上它，兩位居民約翰帕斯和約翰斯托提出重鑄大鐘的計畫，儘管他們在鑄鐘方面缺乏經驗，但帕斯曾曾在鄰近新澤西州的霍利山铁铸造厂短暫學習。斯托作為黃銅創始人的學徒也有四年的資歷，因此第一代大鐘後被熔化後，並被兩人鑄造成舊鐘。兩人認為大鐘的金屬太脆，並使用銅將鐘形金屬增加了大約10%，最後舊鐘在1753年3月準備就緒，諾里斯報告稱，鐘上的字母（包括創始人的姓名和年份）也比第一代大鐘的更清晰，这两个人的姓氏（帕恩和斯朵）也被刻在钟的铭文上。
為了測試重鑄的大鐘，市政府官員特意安排了一場公共活動，免費提供食物和飲料。不過當舊鐘敲響雖然沒有碎烈，但發出的聲音，被一位觀眾形容為就像兩個煤斗撞在一起般。帕斯和斯托當場被眾人嘲笑，連忙把鐘拿走而重新鑄造。最後在兩位居民的重新努力下，舊鐘在1753年6月進行第二次測試，聲音被眾人認為較滿意。不過诺里斯对舊鐘的成果并不满意，並吩咐查尔斯再订购第二口钟，這第二個鐘被稱為「姐妹鐘（英語：Sister Bell）」，並在1754年夏天抵達費城。當時諾里斯想确定制造者托马斯·莱斯特和派克钟表公司是否会回收原本的钟，因此将铸钟所用的金属价格也记入账单。
第一代大鐘瑕疵的原因尚不確定，白教堂鑄造廠的立場是，大鐘要么在運輸過程損壞，要么被一個沒有經驗的敲鐘人所打破，不小心將梆子撞到了邊緣，並非撞到了鐘的主體。1975年，溫特圖爾博物館對大鐘內的金屬進行了分析，得出的結論是「在鐘的建造、重建和第二次重建過程中，出現的一系列錯誤所導致」，博物館發現自由鐘中的錫含量，比那個時代白教堂所製作的大鐘還高得多，暗示了白教堂在合金犯了錯誤，也許是使用含高錫的廢料開始熔化，而不是通常的純銅。後經分析發現，自由鐘在第二次重鑄時，帕斯和斯托沒有在鐘形金屬中增加純錫，而是添加了鉛含量高的廉價錫，導致新金屬未完全混合到模具中，結果產生一種極易碎的合金，不僅導致大鐘無法使用，而且使早期的紀念品收藏家更容易從大鐘邊緣敲下一部分的結構。

### 早期（1754–1846）

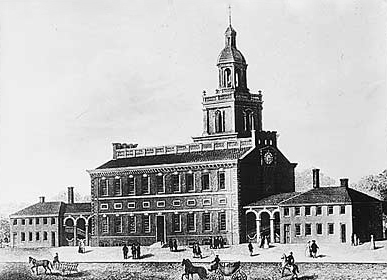
18世纪70年代的宾夕法尼亚省议会大楼

1754年8月13日，賓夕法尼亞州議會在經過投票決定後保留两口钟。他们将姐妹鐘装在了塔楼上上，旧钟则通过投票表决用于「议会日后可能会使用的场合」。钟声用于通知召开议会会议。有关此钟用途的文献记载可追溯到1755年10月16日，本杰明·富兰克林在写给翻译家凯瑟琳·雷的信中提到：“是时候说再见了。钟声响起，我须长眠于墓中，在另一个世界继续我的政治生活。”1760年10月25日，钟声再次响起，标志着大不列顛國王乔治三世的即位。18世纪60年代早期，当地有一座教堂尚未建成，议会便允许教堂使用议会大楼敲旧钟好召集信徒。 此外，旧钟还用来召集公民参与公开会议。1772年，一群公民曾向议会投诉钟声响得过于频繁。
尽管有关自由钟的传说日渐增多，但直到1776年7月8日《独立宣言》公开，自由钟才第一次因为美国独立而响起。虽然当时没有关于自由钟声响起的详细描述，但多数当局都表示当天自由钟应该被敲响了。 然而那时议会大楼的钟楼年久失修，自由钟可能无法使用。约翰·C·佩奇为美国国家公园管理局研究并撰写有关此钟的历史，“我们不知道议会大楼塔楼顶部的坚固程度是否仍能支撑自由钟在当天被敲响，不过我们可以猜测钟确实响了。无论真相如何，自由钟已经作为所有钟声的代表成为了美国宣布独立的象征。”
安德鲁·麦克奈尔是议会大楼的门卫，负责敲鐘事宜，因此他很可能就是当时负责敲响自由钟的人。1776年4月至11月期间，麦克奈尔曾两次缺席，所以当时敲自由钟的可能是接替麦克奈尔的新门卫威廉·赫里。1777年7月4日,为庆祝美国独立一周年，钟声在庆典上再次响起。

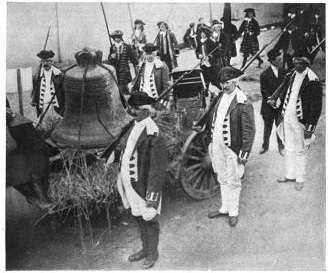
1908年，自由钟在费城街头再现了1777年它在阿伦敦街头游行展出的情形

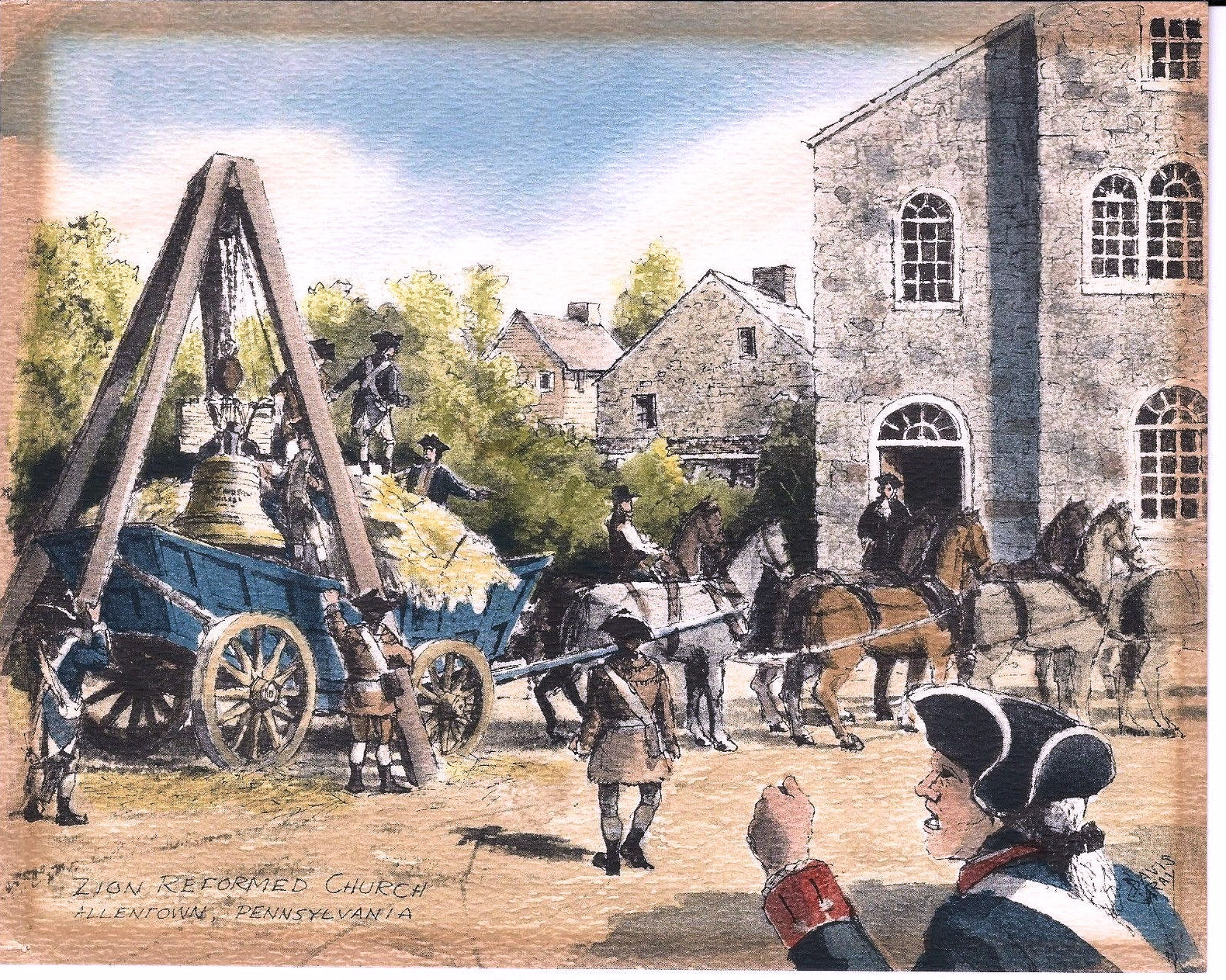
1777年9月24日，戴维斯·格雷用水彩画重现了自由钟运到北安普敦镇锡安德意志归正教堂的情形

1777年9月11日，乔治·华盛顿在布兰迪万河战役中战败，当时的费城是美國獨立戰爭革命的中心，人们手无寸铁却必须准备应对英国即将到来的进攻。当地人担心鐘遭到炮火破坏，匆忙将自由钟與姐妹鐘从塔楼取下，與基督堂大鐘严加守卫，由货车送往伯利恒 (宾夕法尼亚州)，当地的货车司机将钟运到了当时北安普敦镇（现阿伦敦 (宾夕法尼亚州)）的锡安德意志归正教堂地板下。随后英国彻底占领费城，自由钟则在1778年6月英国撤出城后被送回，由于议会大楼塔楼尖顶过于破旧，塔楼随后被拆除重建，自由钟也被暂时存放起来，直到1785年才再次被拿出来使用。
美国独立之初，自由钟位于议会大楼的某高层，在每年美国独立日，华盛顿生日以及选举日使用以提醒选民投票。自由钟也用于提醒宾夕法尼亚大学的学生到附近的哲學館上课。當1799年宾夕法尼亚州府迁至兰开斯特 (宾夕法尼亚州)时，自由钟再次响起，召集立法者与会。當州府將弃用议会大楼时，曾提议将大楼拆除，并出售再建，费府便以70000美元（约合如今1,054,529美元）的价格将塔楼以及自由钟、姐妹鐘一并买下。
1828年，费城将姐妹鐘出售给聖奧古斯丁天主教堂，1844年，姐妹鐘在費城本土暴動时被反天主教的暴徒摧毁，姐妹鐘的遺骸後被重新鑄造，由維拉諾瓦大學收藏，如今位于維拉諾瓦修道院的奧古斯丁遺產室保存。

#### 破裂與停用
人们无法确定自由钟破裂的原因，不过其破裂的时间应该在1817年至1846年。期间许多报刊文章都报道了自由钟，但直到1846年才提及了钟上的裂痕。1837年某反对奴隶制度的出版物提到当时的钟是完整的。1846年2月，《公共分类帐》报道称，自由钟本应在2月22日举办的华盛顿诞辰庆典上敲响，然而当日恰逢星期日，敲钟便延期至2月23日，然而当天自由钟被发现已经遭到破坏，上面的裂痕还有被人修补过的痕迹。报道还称，大概正午时分人们才发现自由钟因为二次敲响裂痕扩大。 “如今这口旧钟被悬于费城的尖顶上，没法被修复也再也无法响起”。
关于自由钟的裂痕，流传最广的说法是人们在1835年美国首席大法官约翰·马歇尔逝世时鸣钟导致其破裂。这说法可追溯到1876年，当时美国独立纪念馆的管理志愿者弗兰克·埃廷上校宣称他已经确认此事属实。尽管当时几乎没证据证明他的说法，但关于大法官逝世导致自由钟破裂的传闻早已广泛流传。此外，自由钟破裂还有以下几个版本：1824年美国人民欢迎拉法耶特侯爵訪問美國时自由钟破裂， 或1829年英国《天主教救济法》通过时，几位受邀的男孩在无意中敲钟致其损坏；大卫·金博尔在为国家公园管理局编写的书中则暗示，钟很可能在1841年至1845年间某独立日或华盛顿诞辰时遭到损坏。。虽几度企图修复裂缝，都无结果，此后大鐘便停止使用。
纽约反奴隶制协会推出的期刊《记反奴隶制》首次将约翰·帕斯和约翰·斯托重铸的钟命名为“自由钟”。1835年的某名为《自由钟》的作品批判了当时费城人民无法为废除奴隶制度做出更多贡献。1837年，杂志《自由》（Liberty）将钟的画像“宣扬自由”四字印于封面。1839年，波士顿的废奴主义组织“自由之友（Friends of Liberty）”创办了《自由钟》杂志。同年，新聞工作者威廉·劳埃德·加里森在《美国废奴主义》报刊《解放者》上，重印了有关废奴主义者的小册子，其中提到了一首叫《自由钟》的诗，诗中提及：尽管当时钟已有铭文，但它并不能真正宣告所有居民的土地自由。

### 独立象征 (1847–1865）

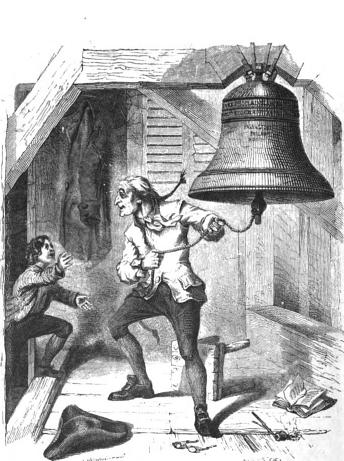
《敲钟人得知独立宣言的发表》（The Bellman Informed of the Passage of the Declaration of Independence）描述了1776年7月4日自由钟敲响的故事

美国作家喬治·利帕德使自由钟成为了如今人们心中宣告美国独立的历史象征。1847年1月2日，他在《周六信使》上发表了作品《1776年7月4日》，讲述了一位年迈的敲钟人于独立日当天坐在自由钟旁，担心第二屆大陸會議没有勇气宣布美国独立，然而在最激动人心的时刻，一个男孩出现出现并指示老人敲钟。这一故事随后被收录于与《利珀德故事集》广泛传播，自此公众便将自由钟与《独立宣言》紧紧地联系起来。1850年，故事的一部分作为史实被历史学家本森·約翰·洛辛重印在《革命画报实地指南》（The Pictorial Field Guide to the Revolution）上，后作为美国校园读本被后代反复阅读。
费城会议厅一层也被称作宣言室，是《独立宣言》和《美国宪法》修订和签署的场所，因为人们对自由钟的兴趣日渐浓厚，1848年费城决定将自由钟转移此处。费城为自由钟建造了一个华丽的基座，接下来的25年内它立于基座之上，最初上面还雕塑了一只鹰，后被改装在钟的内部。1853年，美国总统富兰克林·皮尔斯参观了费城和自由钟，并宣布自由钟象征着美国革命和自由。当时，美国独立纪念馆也作为法院大楼使用，一家非裔美国人创办的报纸提出异议，认为联邦法官在象征着自由的独立纪念馆举行，在此處舉辦《1850年逃犯奴隶法》听证会是非常不合适的。
1861年2月，亚伯拉罕·林肯来到费城议厅，并宣布将在华盛顿特区举行美国总统就职典礼。1865年，林肯遇刺身亡，他的遗体被运回议厅受人瞻仰，随后运往位于斯普林菲尔德 (伊利诺伊州)的墓地。由于时间限制，只有小部分人被允许经过棺椁瞻仰遗容，送别者必须保持间距，队伍延长至至少3英里（4.8公里）。尽管条件有限，仍有十二万至十四万的人能经过敞开的棺椁，随后自由钟被小心地安置于林肯头部上方，哀悼者可以阅读上方的铭文：“在遍地给一切的居民宣告自由”。

### 巡展（1866-1947）

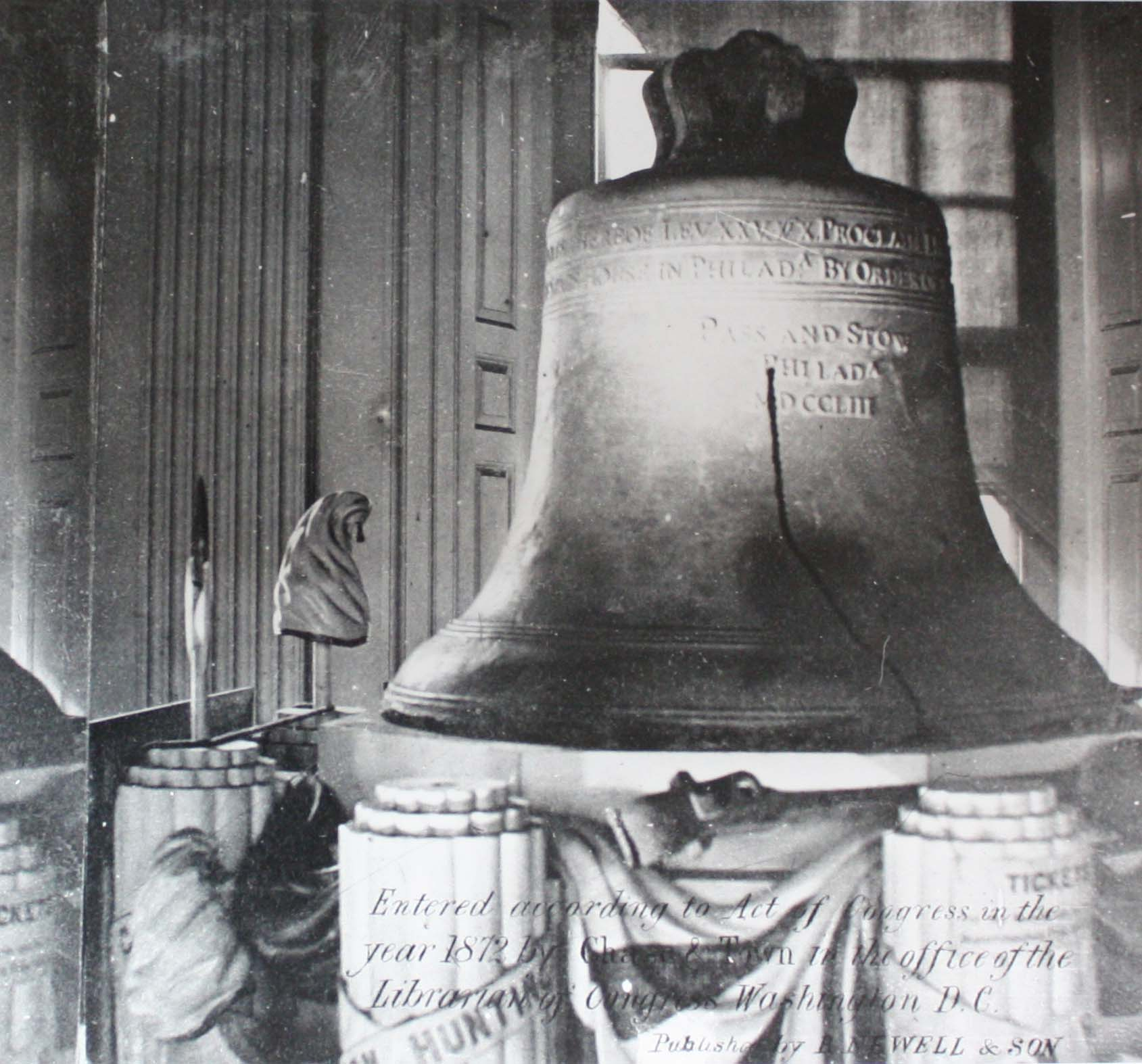
1872年的自由钟

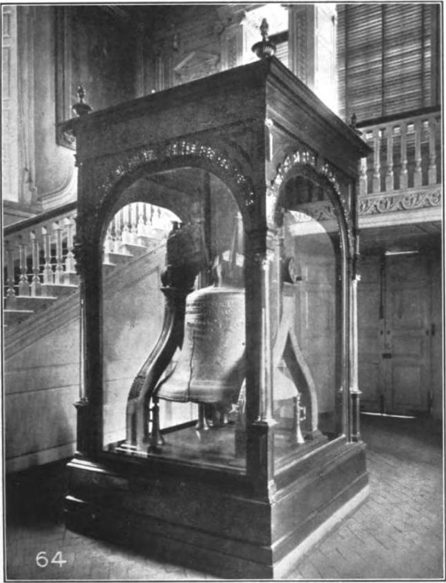
獨立廳塔廳內玻璃櫃包裹的自由钟

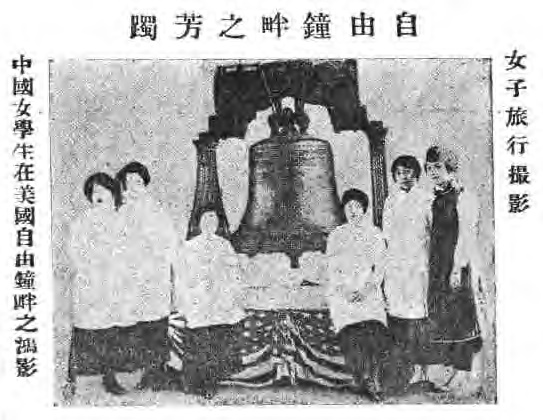
中國女學生在美國自由鐘畔之鴻影

1876年，市政府官員討論了自由钟在慶祝美國獨立宣言簽署100週年應該扮演的角色。有些人想修復它，以便可以在百年博覽會上響起，但這個想法沒有被採納，鐘的保管人得出的結論是，這種金屬不可能製成發出悅耳聲音的鐘，而裂紋已成為自由钟歷史的一部分。相反，市政府官員鑄造了一個重達13,000磅（5,900公斤）的複製品。被稱為「百年鐘（英語：The Centennial Bell）」，百年鐘的金屬包括四門熔化的大砲：是過去獨立戰爭中雙方使用大砲的一門，與南北戰爭中雙方使用的一門。百年鐘於1876年7月4日在世博會場地敲響，後被重新鑄造以改善聲音，今天在獨立廳鐘樓設置。
自由鐘雖然沒有在世博會展示，但有大量的遊客前來參觀，自由钟的形像在世博會場內隨處可見，出售了無數帶有自由钟形像的紀念品，1877年，自由钟由十三個鏈節的鍊子懸掛在大會室的天花板上。
1885年至1915年間，自由鐘被廣泛認為是自由的象徵，七次送到美國各地展览參加各種博覽會和慶祝活動，1885年，費城同意讓它前往首先送到新奥尔良參加世界棉花百年博覽會及南方各州首府陈列，1893年被送到芝加哥的芝加哥哥伦布纪念博览会，成為該州賓夕法尼亞大廈展覽的核心。1893年7月4日，自由鐘在芝加哥，由「進行曲之王」約翰·菲利普·蘇沙指揮的《自由鐘進行曲》的首場演出中敲起了鐘聲。當它帶著新的裂縫返回時，費城民間開始存有不該再讓自由鐘外移至各地展覽的反對聲浪。當發現還發現鐘的私人看守員一直在切割小塊作為紀念品，自由鐘最後放在一個玻璃正面的橡木箱裡。直到1898年再從從玻璃櫃中取出，再次掛在獨立廳的塔廳裡到1975年底，自由鐘1895年运到亚特兰大，1902年到查尔斯顿，1903年到波士顿展出。.
到1909年，自由钟已經送到美國各地展览六次，但裂紋變得更嚴重，當1912年巴拿马万国博览会的組織者要求為1915年在舊金山舉行的博覽會敲鐘時，費城不願讓它再次巡展。但市政府最終決定放手，因為自由钟從未到達在聖路易斯以西的區域，這是一個將它帶給數百萬人目睹該鐘的大好機會，1914年，由於擔心在長途鐵路行駛過讓裂縫更嚴重，費城在鐘內安裝了一個金屬支撐結構，並在1915年2月，用木槌輕輕敲打鐘發出聲音，作為信號傳送到博覽會，大約500萬美國人在火車向西行駛時聽到了鐘聲。據估計，近 200萬人在集市上親吻鐘，觀看遊客的人數不計其數。
自從鐘聲返回費城以後，独立宫管理委员会决定不再运至外州巡回展览。它只被移出五次：在第一次世界大戰期間和之後的愛國紀念活動中三度被移出。1924 年，獨立廳的一扇外門被玻璃取代，即使在建築物關閉時也能看到自由钟。當國會在1940年頒布全國第一個和平時期的草案時，第一批被要求服役的費城人在自由钟前宣誓入伍。當二戰一開始，自由钟就再次成為一種象徵，用來出售戰爭債券，二戰初期，人們擔心自由钟可能會受到破壞者或敵人轟炸的威脅，考慮將鐘移至諾克斯堡，與國家的黃金儲備一起儲存。這個想法卻引起了全國各地的抗議風暴，並被放棄了。官員們隨後考慮建造一個地下鋼製拱頂，將其展示在其上方，並在必要時降入其中。但當研究發現挖掘可能會破壞獨立廳的基礎時，該項目被放棄。1944年12月17日，白教堂鐘鑄造廠提出免費重鑄鐘，以示英美友誼。1945年，在D日，以及在歐戰勝利紀念日和對日戰爭勝利紀念日勝利中，費城再次敲響了鐘聲。

### 近代（1948至今）

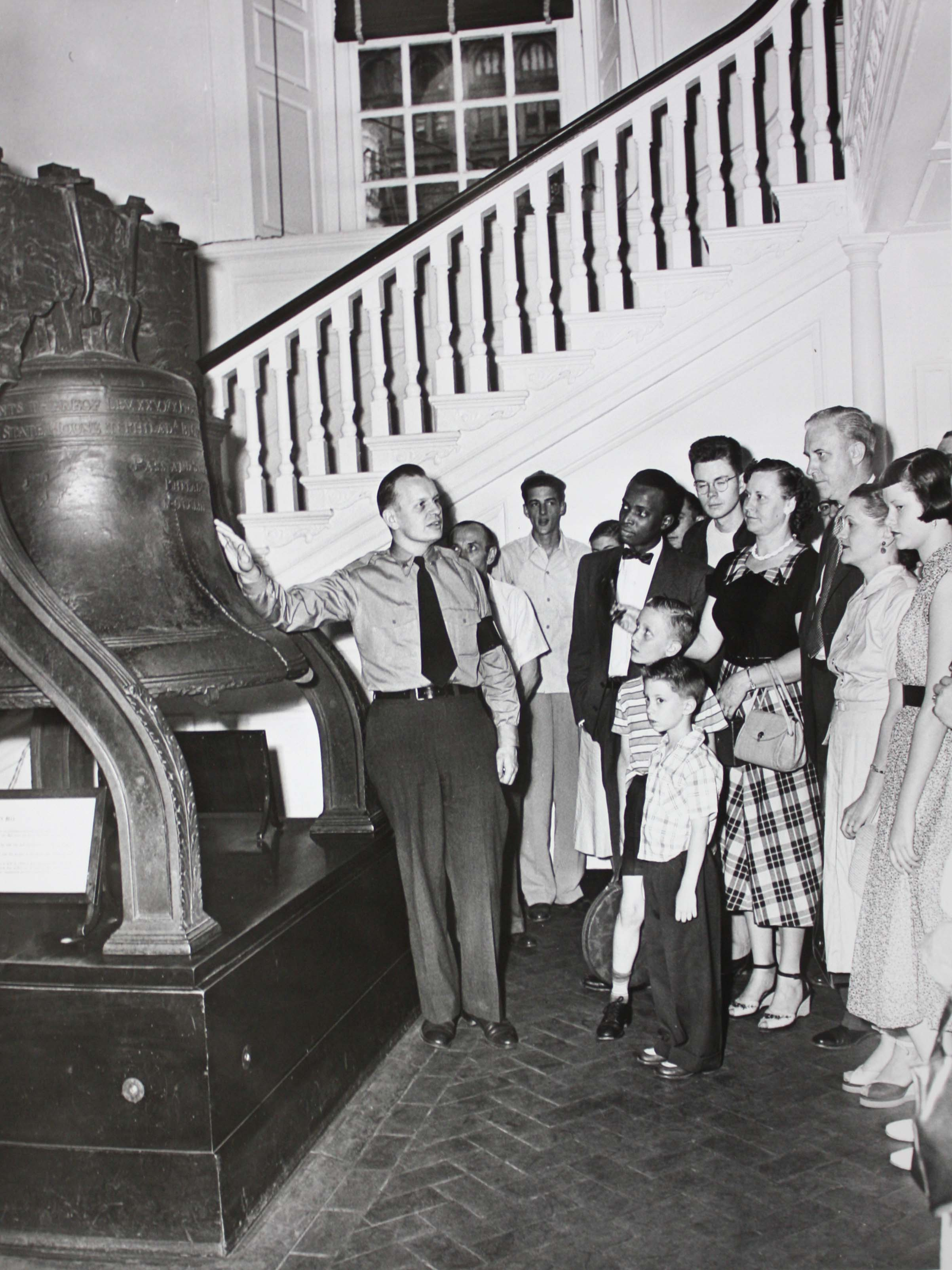
1951年7月，國家公園管理局護林員在獨立廳向遊客介紹自由钟

二戰後，經過相當大的爭議，費城同意將鐘樓和獨立廳的保管權移交給聯邦政府，同時保留所有權。該市還將轉讓其擁有的各種殖民時代建築。國會於1948年同意轉讓，三年後國家獨立歷史公園，包含一些與美國革命和建國的歷史有關的歷史建築由國家公園管理局（NPS）管理，公園管理局將負責維護和展示自由鐘，還將管理獨立廳以北的三個街區發展成獨立廣場。
戰後時期，自由钟成為冷戰時期自由的象徵。鐘聲被選為1950 年儲蓄債券運動的象徵。正如副總統阿尔本·W·巴克利所說：這場運動的目的是讓這個國家「強大到沒有人可以將無情、無神論的意識形態強加給我們」。1955年，鐵幕後國家的前居民被允許敲鐘，作為對同胞的希望和鼓勵的象徵。以色列總理戴维·本-古里安和西柏林市長恩斯特-罗伯特·格拉维茨等外國政要被帶到自由钟前，他們評論說自由钟象徵著美國與其國家之間的聯繫。在 1960 年代，自由钟是幾次抗議活動的地點，包括民權運動和支持或反戰運動的各種抗議。
從管理一開始，公園管理局就試圖將自由鐘從獨立廳移到一個更可展出和容納遊客的結構。但1958年，該提議在公眾強烈抗議後被撤回，1976年，因慶祝美國獨立二百週年，公園管理局再次嘗試。 1969年向獨立國家歷史公園諮詢委員會提議於將自由鐘移出獨立廳，因為該建築無法容納在兩百週年紀念日訪問費城的數百萬人。1972 年，公園管理局宣布計劃在獨立廳以東兩個街區的南三街和栗子街的新遊客中心，建造一座大型玻璃設施，將耗資500萬美元，但市民再次抗議此舉，取而代之的是，1973年，公園管理局提議在拱門和賽馬街之間的獨立購物中心北端，為自由钟建造一個較小的玻璃亭。費城市長弗蘭克·里佐同意展館的想法，但提議將展館建在獨立廳的栗子街對面，該州擔心這會破壞商場區對歷史建築的看法，里佐的觀點佔了上風，最後自由钟被移到了玻璃和鋼製的自由亭，距其在獨立廳的老家約180公尺。

1958 年，白教堂鐘鑄造廠（當時以 Mears 和 Stainbank Foundry 的名義交易）提出重新鑄造自由鐘，但公園管理局告訴鑄造廠，管理局和公眾都不想去除裂縫。1976年，鑄造廠被要求鑄造一尊由英國君主伊麗莎白二世贈送給美國的自由鐘（被稱為二百週年紀念鐘）的全尺寸複製品，並被安置在曾經用於自由鍾的塔樓中，位於南三街的前遊客中心，1976年1月1日起，自由鐘移到玻璃櫃内。 

#### 自由钟中心

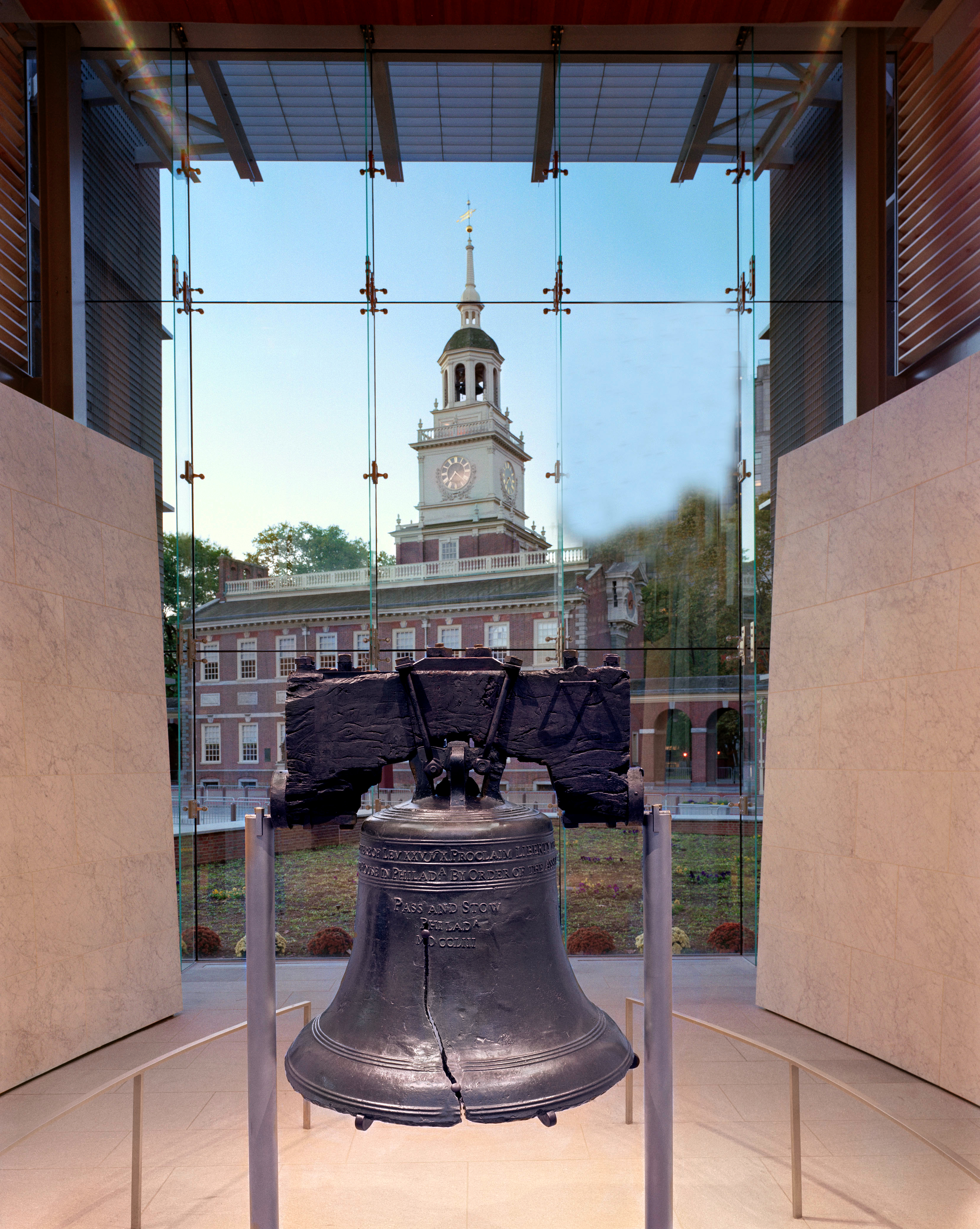
自由钟中心，背景是獨立廳，其尖頂上可以看到百年鐘

1995年，公園管理局開始重新設計獨立購物中心的初步工作。建築師Venturi, Scott Brown & Associates制定了包含兩種設計方案的總體規劃。第一個是提議在市場街南側興建一個街區長的遊客中心，那裡也將安置自由钟。不過這會打斷購物中心的獨立廳至三個街區的遠景經過，並令自由钟只能從南面（即栗子街）看到。第二種則選擇在市場街的北側放置一個類似的遊客中心，自由钟在南側的一個小亭子裡，但這也會影響視覺的景觀，都市規劃師艾德蒙·貝肯曾在1950年代監督過獨立購物中心的設計，貝肯認為保護獨立廳的景觀至關重要，並制定了自己的計劃，其中包括在市場街以北建造圓頂鐘樓。不過公眾則對將自由鐘從獨立廳移到如此遠的距離，表達出劇烈的負面意見，公園管理局只能宣布鐘將保留在栗子街和市場街道之間的街區。並持續提出其他的計劃。 
最後自由鐘與獨立購物中心的總體規劃，則是交由1976年在費城成立的國際性景觀建築設計公司Olin，受聘為獨立購物中心製定；它的團隊包括建築師伯納德·西文斯基,，他最終贏得了一場設計競賽，設計了自由钟中心 (LBC)的概念。 西文斯基的設計於1999年初揭幕，從設計圖比較，自由鐘中心的規劃比現有的展館還大得多，並允許在建築空間設立展覽廳與解說中心 ，擬議一同規劃的LBC大樓，將會在長期拆除的費城總統府約15%的佔地面積上興建 ，但是挖掘預定地點的考古學家，卻在施工現場發現了1790-1800年被重新掩埋的費城總統府磚地基屬，更發現了一條當年奴隸通道和奴隸居住場所的遺跡，導致大樓的開發引起了極大的爭議。公園管理局拒絕重新設計LBC大樓，並推遲其建設。後經過黑人活動家多年的抗議後，公園管理局最終同意保留該遺跡，自由钟中心於2003年10月9日安裝自由钟後數小時開放，毗鄰人行道上的區域標出華盛頓奴隸區的輪廓，並設有介紹碑，解釋了發現奴隸區的重要性。

由於2001年遊客用錘子攻擊自由钟等因素的安全問題，目前自由钟懸掛在遊客無法觸及的區域，遊客不再被允許觸摸大鐘，參觀自由钟中心也需要接受安全檢查。
今天，自由鐘重達2,080磅（940公斤）。它的金屬是70%的銅和25%的錫，其餘由鉛、鋅、砷、金和銀組成。它懸掛在據信由美國樺樹製成的原始軛上。
康斯坦斯·M·格雷夫 教授在她追溯獨立國家歷史公園歷史的書中寫道：

自由钟是公園裡最受尊敬的物體，是國家的象徵。它不像兩百年前那些重要的日子，或是獨立廳的其他文物美麗，而且已經無法修復。但也許這就是自由钟近乎神秘吸引力的一部分。就像我們的民主一樣，它相當脆弱和不完美，但它經受住了威脅後，並且經受住了考驗。

## 铭文
自由鐘上刻有如下文字：
Proclaim LIBERTY Throughout all the Land unto all the Inhabitants Thereof Lev. XXV. v X.

By Order of the ASSEMBLY of the Province of PENSYLVANIA for the State House in PhiladA

Pass and Stow

Philada

MDCCLIII
|  | 直到各方土地上所有的居民均宣告自由。 XXV X 由宾夕法尼亚州议会为位于费城的州府订购 Pass and Stow（帕思和斯朵） Philada（费城） MDCCLIII（1753年） |

这段文字出自《圣经》的《旧约·利未记 》25:10： 
|  | 第五十年，你们要当作圣年，在遍地给一切的居民宣告自由。 这年必为你们的禧年，各人要归自己的产业，各归本家。 |

## 遺產和紀念
|  |  |

### 複製鐘
美國和世界各地至少有100個自由鐘複製品，1915年，德克萨斯州利柏提的妇女活动家凯瑟林·卢森伯格复制了一口自由鐘，以此推动妇女获取投票权的运动。这个复制品被称为正义鐘。她把鐘的铃舌绑住，使其无法发音。活动家们宣布，要到有关投票结束妇女获得选举权后，才让“妇女自由鐘”发出声音。到1920年，美国宪法第十九条修正案终于赋予妇女投票权。，該鐘在賓夕法尼亞州福吉谷國家公園的華盛頓紀念教堂永久展出。
1950年，作為美国国家储蓄债券运动的一部分，美國財政部訂購了55個自由钟複製品（48 個州、哥倫比亞特區和領地各一個）並在法國由豐德利帕卡鑄造廠鑄造，鐘聲將在愛國場合展示和敲響。今天的許多鐘聲都位於州議會大廈附近，佛羅里達州奧蘭多的華特迪士尼世界度假區也擁有一個自由钟複製品，位於魔法王國的自由廣場。
在美国之外，以色列耶路撒冷擁有自由鐘的复制品，展示成立於1976年的自由钟公园，1952年4月，盟軍最高指揮官马修·李奇威上將向日本東京贈送另一座自由鐘的复制品，如今位於日比谷公園。1950年，西德战胜欧洲共产主义，美国做了西德自由鐘给西德，作為反共的象徵，該鐘現保存於舍訥貝格市政廳。
1919年，从克斯洛伐克成立前的奥匈帝国移民到美国的美国人，将一个自由鐘的复制品送给当时成立的捷克斯洛伐克，鐘由紐約西特洛伊市的梅尼利鐘鑄造廠於1918年鑄造，该鐘在1980年的时候被放置在帕多瓦圣安多尼圣殿北塔。

## 参見
- 自由女神像
- 塔可自由鐘